# Pete Philly and Perquisite
Pete Philly and Perquisite (stylisé Pete Philly & Perquisite) est un groupe néerlandais de hip-hop et jazz.

## Histoire
En 1996, Perquisite a quatorze ans lorsqu'il expérimente les rythmes hip-hop. En raison de son parcours marqué par des œuvres classiques, il ajoute des éléments de ce genre musical à ses créations. Il fonde son propre label Unexpected Records et fait ses débuts en 2001 avec l'EP The Outta Nowhere, en collaboration avec Benjamin Herman. Il compose et produit encore un deuxième EP solo, qui sort en 2002. Sur cet EP, auquel participe le clarinettiste David Kweksilber en tant que musicien invité.
À cette époque, Pete Philly est déjà actif depuis quelques années sur la scène musicale en tant que MC anglophone. Il participe par exemple aux groupes Nicotine et Gotcha! et se produit avec eux lors de festivals comme Mystery Land et North Sea Jazz. Il fait parler de lui grâce à ses performances live puissantes et à ses qualités de freestyleur. Lors du Grote Prijs van Nederland 2002, il reçoit le prix du musicien. Il est alors soutenu par le trompettiste Colin Benders, alors âgé de 16 ans seulement, qui fait entre-temps carrière sous le nom de Kyteman. Philly est également l'un des interprètes de l'album Unsigned du Nederlands Pop Instituut, aux côtés d'autres musiciens de hip-hop néerlandais encore inconnus comme Opgezwolle, Lange Frans en Baas B, et Raymzter.

## Discographie

### Albums studio
- 2005 : Mindstate (52e place des charts néerlandais[3]
- 2007 : Remindstate (49e place des charts néerlandais[3])
- 2007 : Mystery Repeats (2e place des charts néerlandais[3])

### Singles
- 2008 : Mystery Repeats (34e place des charts néerlandais[3])